# Ellenser Damm

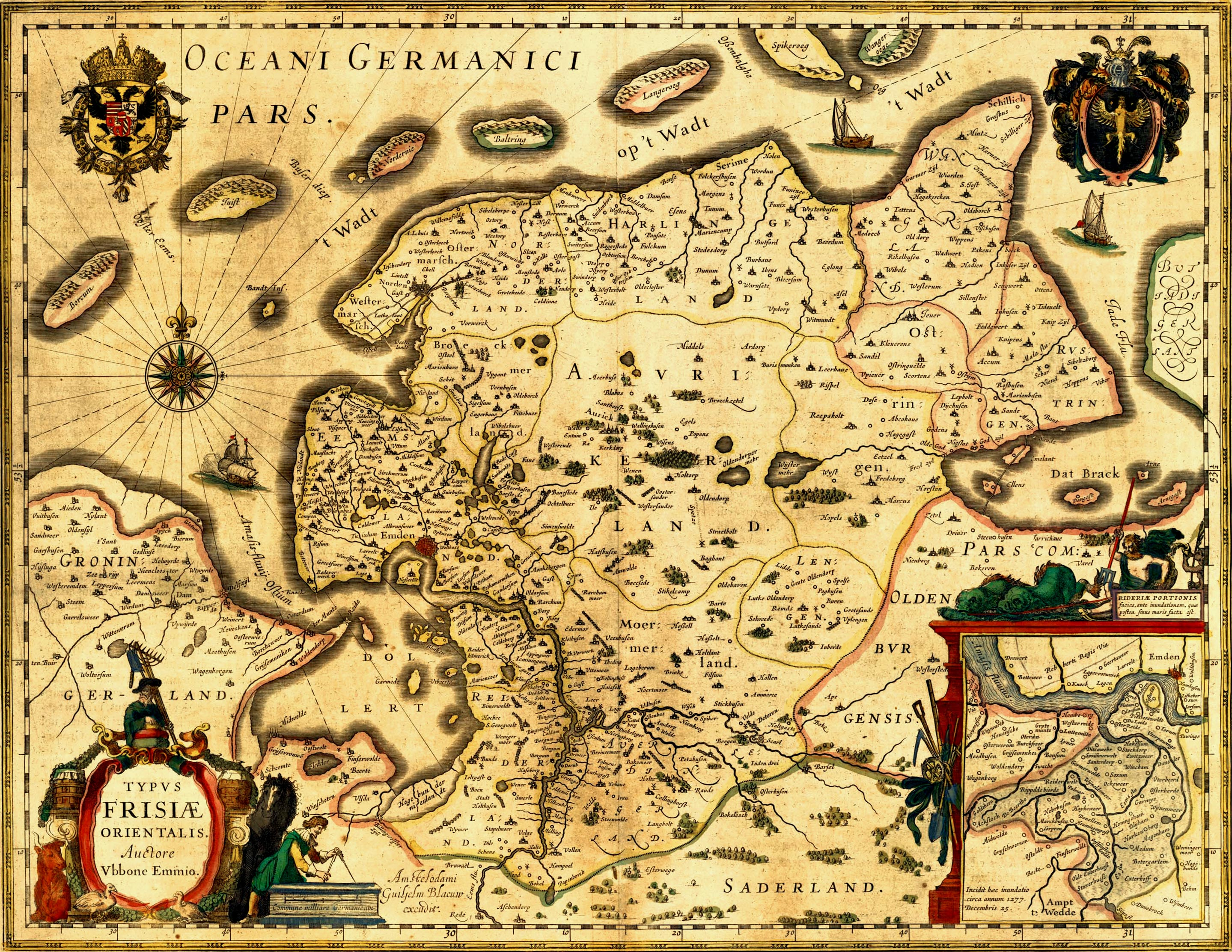
Ostfriesische Halbinsel um 1600
Im Jadebusen ist der Ellenser Damm bereits verzeichnet

Der Ellenser Damm ist ein zwischen 1596 und 1615 entstandener Damm, der quer durch das Watt des Schwarzen Bracks führte und damit das südlich gelegene Oldenburger Land mit dem Jeverland im Norden verband. Der rund vier Kilometer lange Damm verband die beiden Inseln Ellens und Ahm, die als Geestinseln im Wattenmeer des Schwarzen Bracks lagen. Von der Insel Ellens aus wurden die ersten Maßnahmen zur Durchdämmung des Schwarzen Bracks begonnen. Dadurch erhielt der Damm seinen Namen.

## Geschichte
Mit dem Tod von Maria von Jever fiel die Herrschaft Jever an die Grafschaft Oldenburg. Das Schwarze Brack trennte jedoch beide Landesteile voneinander. Eine Verbindung war nur über ostfriesisches Gebiet möglich, die dafür Wegezoll beanspruchten. Daher plante Graf Johann VII. von Oldenburg gegen den Willen der ostfriesischen Sielorte eine Eindeichung der gesamten Bucht. 1593 erfolgte ein erster Teilschritt, bei dem man von der südlichen Deichlinie aus einen nördlich führenden Deich bis zur Insel Ellens baute. 1595 wurden auf der jeverschen Nordseite die beiden Oberahmer Inseln wieder ans Festland angebunden. 1596 bis 1597 entstand ein weiterer Deich, der von Jeringhave über die Insel Hiddels zur Insel Ellens führte und so den südlich der Insel Ellens liegenden Teil der Meeresbucht trocken legte.
Ostfriesland erhob 1597 Einspruch gegen die Eindeichungsmaßnahmen und verklagte 1599 die Oldenburger vor dem Reichskammergericht in Speyer. Die im Gerichtsverfahren vorgelegten Schriftstücke und Landkarten sind heute wertvolle Dokumente und beschrieben die vorhandenen Örtlichkeiten genaustens. Die Ostfriesen begründeten ihre Klage mit dem Verlust von Handel, Schifffahrt und Fischerei. Die Oldenburger verwiesen auf die Wiedergewinnung uralten oldenburgischen und jeverschen Festlandes. Der Rechtsstreit zog sich in die Länge, weshalb die Oldenburger 1604 zunächst zur Einstellung der Baumaßnahmen gezwungen wurden. Erst 1612 konnte weiter gebaut werden, nachdem der inzwischen herrschende Graf Anton Günther versicherte, dass er im Falle einer Klageabweisung den Deich wieder entfernen würde. Letztendlich endete der Rechtsstreit erst lange Jahre nach der Durchdeichung mit einem Vergleich.
Für den Abfluss des Binnenwassers wurden zwei neue Siele, eins auf jeverländischer Seite und eins auf oldenburgischer Seite geplant. Ein einzelnes Siel wurde verworfen, da die notwendige Sielbreite mit der damals möglichen Technik nicht realisiert werden konnte. Die Siele wurde bereits Jahre vor der Schließung des Dammes gebaut. Das erste entstand 1603/1604 auf der Oldenburger Seite. Das zweite auf der jeverschen Seite wurde 1608 gebaut, musste jedoch wieder abgebrochen werden, da sich die Lage als sehr ungünstig herausstellte. Stattdessen wurde das zweite Siel in die Nähe des ersten Siels auf die Oldenburger Seite verlegt. Neben den Sielen entstanden dann zwei Sturmdeiche, deren Aufgabe es war, den Wasserfluss der Binnentiefs zu regulieren und die Baustelle für die Schließungsarbeiten zu schützen.
Größte Schwierigkeiten bereitete die Schließung des Dammes nördlich der beiden Siele. 1613 scheiterte der Holländer Christophel, anschließend der ebenfalls aus Holland stammende Deichbauer Süßwasser. Erst am 31. Juli 1615 gelang dem Vogt von Zwischenahn Arend Stindt die Schließung des Ellenser Damms unter großem Materialaufwand. An der Baustelle zur Schließung arbeiteten über 1000 Deicharbeiter. Rund 100 Soldaten sorgten für Ruhe und Ordnung während der Arbeiten. Die für den Damm notwendige Erde wurde per Schiff von den damals noch vorhandenen Inseln im Jadebusen geholt. Rund 180 Schiffe in unterschiedlichen Größen wurden hierzu eingesetzt. Das oldenburgische Ammerland hatte Holz und Schlengenmaterial zu liefern. Als Materialien wurden 230.000 Bund Buschwerk, 100.000 Zaunpfähle, 400 Pfähle mit einer Länge von sieben Metern, 200 Baumsparren, 120 Mastbäume mit einer Länge zwischen zehn und 17 Metern sowie 24 Fässer verwendet. Mit der Schließung wurden rund 1600 Hektar Land zurückgewonnen. Weitere Landgewinnungsmaßnahmen bis in die Mitte des 19. Jahrhunderts machten aus dem Schwarzen Brack wieder Festland.

## Ellenserdammer Schanze

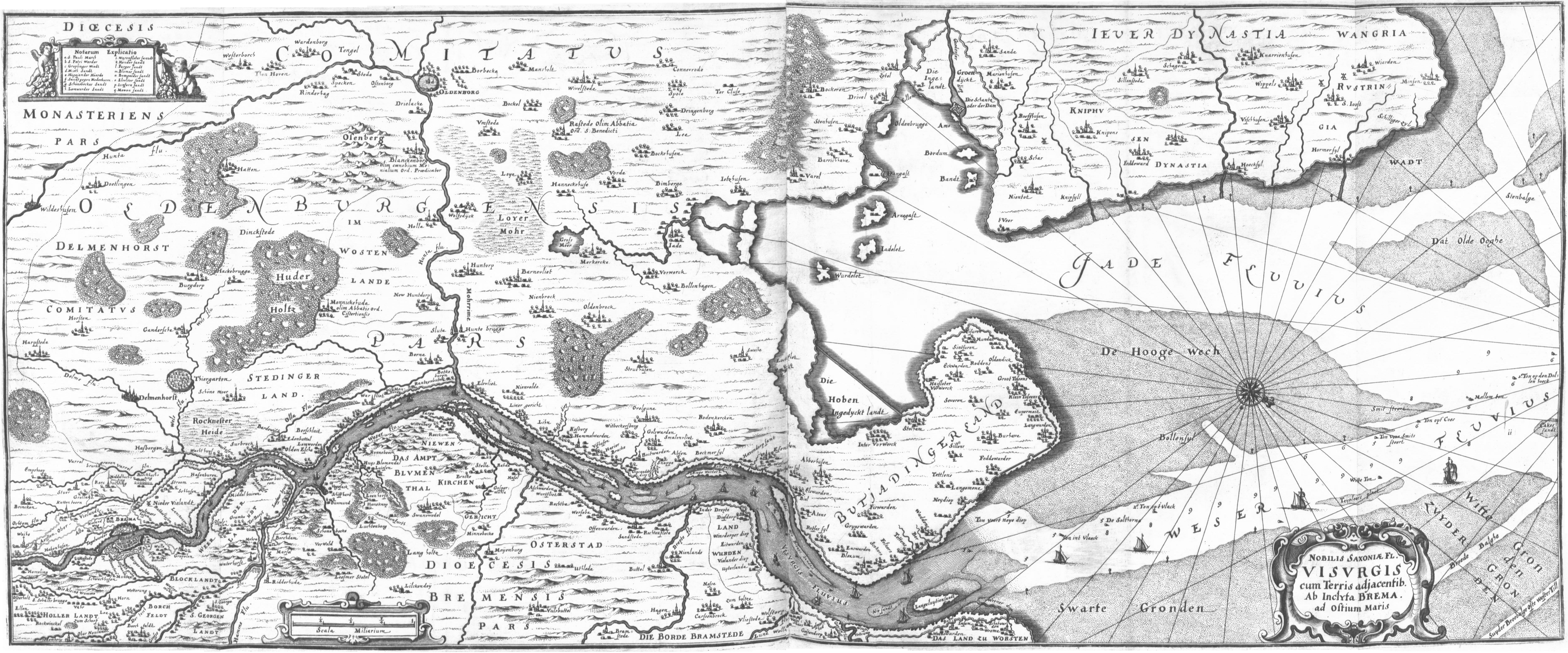
Der Jadebusen um 1643, die Schanze am Ellenser Damm ist eingezeichnet.

Der neue Ellenser Damm mit den beiden Sielen besaß eine erhebliche strategische Bedeutung für die Region. Daher bauten die Oldenburger auf der Insel zwischen den beiden Sielen eine kleine Befestigung, die mit einem Dutzend Soldaten besetzt wurde. Während des Dreißigjährigen Krieges (1618–1648) besetzten 1622 Truppen des Graf Ernst von Mansfeld von Ostfriesland kommend aus diese Befestigung und errichteten dort eine Schanze. Kurze Zeit später konnte Graf Anton Günter durch Verhandlungen den Abzug der fremden Truppen erreichen. Anschließend erweiterte er die Schanze nach und nach zur Festung, die er mit einem starken Aufgebot von rund 400 Soldaten sichern ließ. Bis 1658 entstanden Bastionen nach Norden, Westen und sogar nach Süden. Die Zugänge wurden mit Hilfe von Zugbrücken und Wachthäusern gesichert und die innere Festung besaß eine Kommandantur, Kasernen sowie ein Pulver- und Provianthaus. Erst nach Ende des Dreißigjährigen Krieges wurde die Anzahl der Soldaten deutlich reduziert und die Befestigung ab 1658 teilweise wieder zurückgebaut. Nach dem Tod Anton Günthers wurde die Befestigung geschleift und an ihrer Stelle ein Zollhaus errichtet.